# Amadeus-Verleihung 2007
Die 8. Verleihung des Amadeus Austrian Music Award fand am 17. Mai 2007 im Wiener Gasometer in Wien statt. Moderiert wurde die Show von Ö3-Moderator Andi Knoll. Die Veranstaltung wurde live im Internet übertragen, ORF 1 sendete am Tag darauf eine Aufzeichnung. Musikalische Auftritte boten Christina Stürmer, die Kaiser Chiefs, Luttenberger*Klug, Melanie C, Mondscheiner, Monrose, Naked Lunch und Tiziano Ferro. 

## Nominierung und Wahl
Nominiert werden konnten Musiker und Bands bzw. deren Veröffentlichungen, die im Zeitraum von 1. Jänner bis 31. Dezember 2006 auf den Markt kamen bzw. mindestens einen Live-Auftritt hatten. Voraussetzung war, dass die Künstler ihren Lebensmittelpunkt in Österreich haben oder österreichische Staatsbürger sind.

## Nominierte und Preisträger

### Amadeus Academy Award
Preisträger:
- Albin Janoska mit All I Wanna Do

Weitere Nominierte:
- Krautschädl mit Zeit zum Denga
- Roter Stern Silberstern mit Raketen im Kopf
- Russkaja mit Dobrij Abend
- The Seesaw mit Cold Sweat

### Singles des Jahres national
Preisträger:
- Vergiss mich von Luttenberger*Klug

Weitere Nominierte:
- 7 Sünden von DJ Ötzi & Marc Pircher
- Ein Stern von DJ Ötzi & Nik P.
- Nie genug von Christina Stürmer
- Um bei dir zu sein von Christina Stürmer

### Pop/Rock Album des Jahres national
Preisträger:
- Lebe lauter von Christina Stürmer

Weitere Nominierte:
- In Ewigkeit Damen von Ludwig Hirsch
- She Says von She Says
- Steh grod von Wolfgang Ambros
- Träumer von Georg Danzer

### aon Newcomer des Jahres national
Preisträger:
- Mondscheiner mit Das was wir sind

Weitere Nominierte:
- Excuse Me Moses mit Summer Sun
- Leo mit Won’t You Know
- Nadine mit Alles was du willst
- Zweitfrau mit Alles dreht sich

### Single des Jahres international
Preisträger:
- Crazy von Gnarls Barkley

Weitere Nominierte:
- All Good Things von Nelly Furtado
- Das Beste von Silbermond
- Hips Don’t Lie von Shakira feat. Wyclef Jean
- Shame von Monrose

### Album des Jahres international
Preisträger:
- Stadium Arcadium von Red Hot Chili Peppers

Weitere Nominierte:
- Das große Leben von Rosenstolz
- I’m Not Dead von Pink
- LaFee von LaFee
- Laut gedacht von Silbermond

### Schlager Album des Jahres
Preisträger:
- Ich denk an dich von Semino Rossi

Weitere Nominierte:
- … und Singen ist Gold von den Kastelruther Spatzen
- Einsam wie Napoleon vom Nockalm Quintett
- Splitternackt von Andrea Berg
- The Crooners von Helmut Lotti

### Musik-DVD des Jahres
Preisträger:
- Hoch wie nie von Falco

Weitere Nominierte:
- And Through It All von Robbie Williams
- Herzverbunden von S.T.S.
- P.U.L.S.E. von Pink Floyd
- Schrei, Live von Tokio Hotel

### Jazz/Blues/Folk Album des Jahres national
Preisträger:
- I Keep Cool von Rebekka Bakken

Weitere Nominierte:
- 1. MM Jazzfestival von Marianne Mendt
- Steppin’ Out von Oliver Mally, Klaus Paier, Bernie Mallinger
- Wien g’spürn von Roland Neuwirth & Extremschrammeln
- Zirzop von Fatima Spar und die Freedom Fries

### FM4 Alternative Act des Jahres
Preisträger:
- Naked Lunch

Weitere Nominierte:
- The Beautiful Kantine Band
- Binder & Krieglstein
- Ja, Panik
- Kamp
- Killed by 9V Batteries
- Konsorten TM
- Ladyfuzz
- Louie Austen
- MAdoppelT
- Monk
- Mono & Nikitaman
- Mummer
- Petsch Moser
- Russkaja
- Shy
- Sofa Surfers
- Stereotyp
- The Staggers
- Wedekind

### Lebenswerk
- Georg Danzer